# Юдензау

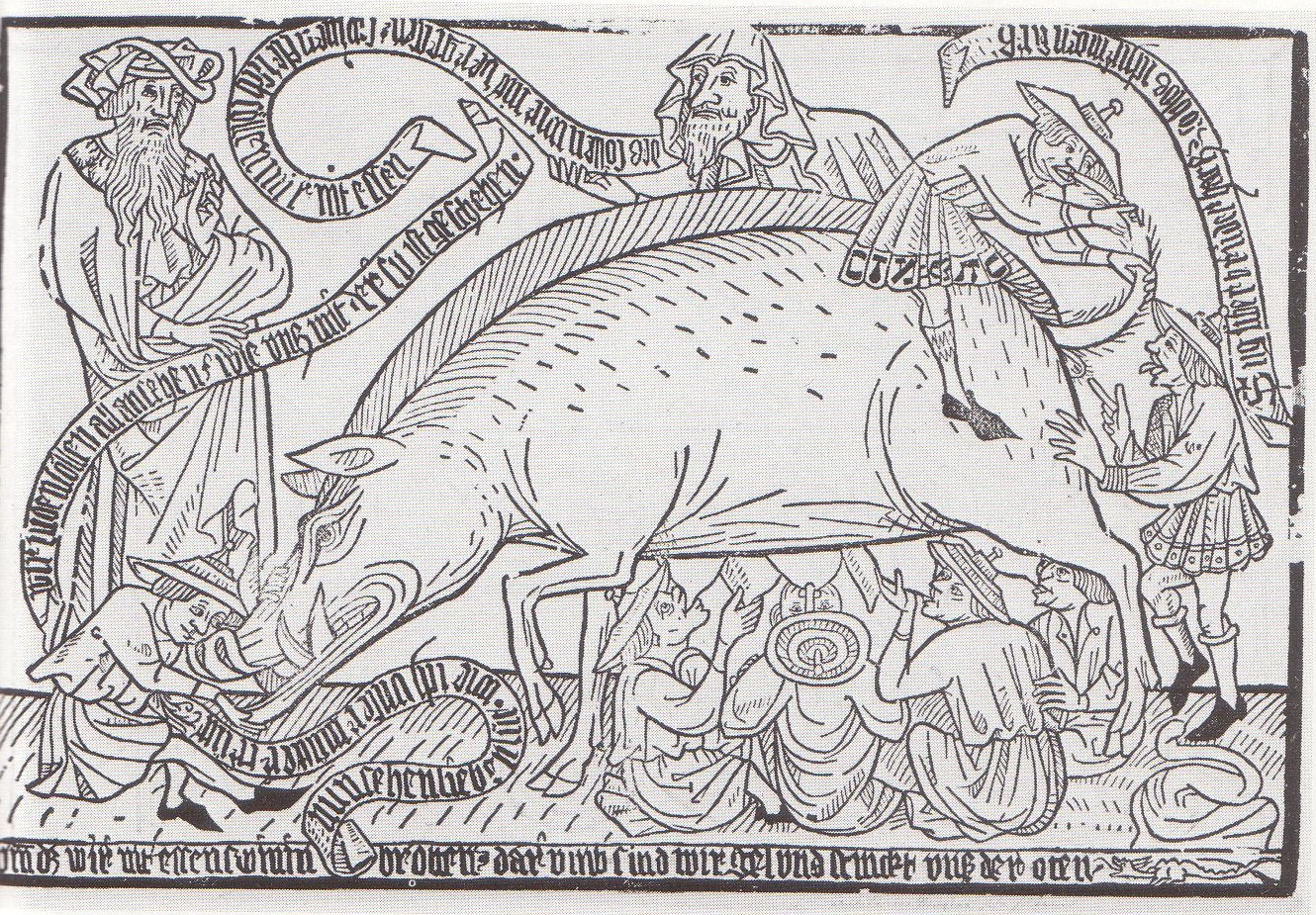
Гравюра из Государственной коллекции графики в Пинакотеке современности, Мюнхен, около 1470 года. Евреи, которых можно узнать по «еврейской шапке», присосались к свинье и питаются её экскрементами. Текстовый комментарий к гравюре содержит уничижительное стихотворение, высмеивающее евреев

Ю́дензау, также еврейская свинья (нем. Judensau, еврейская свиноматка) — сюжет средневековой христианской иконографии, прежде всего немецкой, свинья, кормящая еврейских младенцев молоком; взрослые евреи на ряде изображений поедают её испражнения. Сюжет известен в храмовом искусстве, включая кафедральный собор Нюрнберга. Враждебная ирония изображения заключается в том, что на нем евреи изображали кормящимися от животного, а в некоторых случаях и поклоняющихся животному, которое всегда было для них объектом религиозного запрета.

## История
Христианские графические материалы подготовили многие темы современного антисемитизма и ощутимо повлияли на их выражение. Помимо мотива «еврей как убийца», современные антисемиты могут опираться на традиционные иконографические ассоциации евреев с демонами, Сатаной и Антихристом. Главной точкой отсчета для этого тропа была интерпретация библейской истории о поклонении золотому тельцу. Христианские авторы поздней Античности нашли в Исх. 32 «неоспоримое» доказательство устойчивой склонности евреев отказываться от своей веры и поклоняться демонам. Такие традиционные способы интерпретации создали представлению о еврейской бесовской прелести и позже произвели один из наиболее отталкивающих антисемитских образов, юдензау, в котором свинья служила символом сатанинского зла. Конфликт между христианством и иудаизмом откровенно карикатурно отражает ассоциация евреев со свиньей, мясо которой их религия запрещает употреблять в пищу.
Изображение возникло в Германии XIII века и было распространено почти исключительно в немецкоязычных странах в течение следующих шести столетий. Первоначально задумано как христианская аллегория, представляющая предполагаемые еврейское чревоугодие (gula) или похоть. Литературное происхождение сюжета неизвестно, но Иоанн Златоуст в своих антиеврейских проповедях называл евреев прожорливыми свиньями. В средневековых и более поздних христианских изображениях евреи часто изображались вступающими в содомитские сношения со свиньей. К XIII веку у входа в немецкие церкви появляются деревянные скульптуры, поставленные часто по заказу муниципалитета, изображающие уродливых евреев, которые присосались к заду или сосцам свиньи. Такие группы, названные «еврейская свинья», вскоре после этого появились также на территории нынешних Австрии, Франции, Бельгии. Эти оскорбительные скульптуры эпохи Высокого Средневековья можно найти на многочисленных церквях и нецерковных зданиях, особенно в Германии. В Баварии насчитывается около дюжины таких скульптур.
С XVI века эти композиции воспроизводились в гравюре, а во Франции также на металлических медальонах. Такие гравюры и медальоны были в ходу вплоть до начала XX века. Известная немецкая гравюра XVI века Judensau изображает группу евреев, сосущих сосцы огромной свиньи, в то время как другие евреи занимаются различными актами анального и полового сношения. В резьбе по дереву на хоровой скамье в Эрфуртском соборе Церковь изображена верхом на гарцующем коне и атакующей Синагогу, восседающую верхом на свинье.
На протяжении столетий изображения Judensau усиливали свою непристойность и антисемитское воздействие. Евреи (иногда идентифицируемые как раввины) изображались держащими хвост свиньи, в то время как другой еврей (также иногда идентифицируемый как раввин) поедал её экскременты. Часто изображался дьявол, с подчёркнутыми семитскими чертами, который с явным удовольствием руководит процессом. Иногда этот негативный стереотип ассоциировался с другим отвращающими изображением: «ритуально убитый» мёртвый младенец (часто Симон Трентский, ум. 1475) с множественными колотыми ранами от игл или кинжалов, что иллюстрирует кровавый навет на евреев. Такие изображения имели широкое распространение. Сюжет Judensau представлен на гравюрах на дереве, плакатах и игральных картах, на стенах нескольких немецких соборов и церквей, в том числе в Виттенберге. Рельеф на городской церкви изобрает раввина, поднимающего хвост свиньи и разглядывающего её зад, в то время как другие евреи сосут её соски. Именно на скульптуре этой церкви останавливался в одном из своих двух антиеврейских трактатов Мартин Лютер, утверждая, что свинья является стержнем еврейских способностей и интеллекта. Вскоре после этого Judensau с трупом мёртвого младенца, жертвы «ритуального убийства», появилась на мосту Заксенхаузер во Франкфурте-на-Майне. Под изображениями была подпись, гласившая: «В Великий четверг 1475 года маленький ребёнок Симон [Трентский] был убит евреями». И. В. Гете, уроженец города, заметил, что эти изображения были удивительными не их персональной враждебностью, а тем, что они созданы «как общественный памятник».
Растущая оскорбительность этой иконографии и её широкое распространение, изображение на церковных и светских зданиях отражали усиление антиеврейских настроений в позднесредневековой Европе, особенно в землях Священной Римской империи, а также растущую тенденцию к иконографической дегуманизации евреев. Анонимная гравюра XVIII века «Еврей натурализованный» (Рубенс, № 827) представляет собой новую версию «Юдензау» с подписью «Купи, купи мою свинину», отсылающей к уличным выкрикам еврейских торговцев.
Нацистский еженедельник Der Stürmer использовал все известные на тот момент темы и мотивы антиеврейской карикатуры вплоть до «еврейской свиньи». В нацистской Германии целые классы немецких школьников отправлялись на экскурсии, чтобы смотреть «юдензау» на церквях и соборах. К настоящему времени сохранился в качестве оскорбления, используемого неонацистами.

## Фольклор
Сюжеты, имеющие корни в отреченной литературе, повествуют о родстве иноверцев (иудеев или мусульман) с нечистым животным (свиньёй). Сюжет о превращении в свинью распространён в европейской традиции. Распространённый в средневековой иконографии сюжет «еврейской свиноматки» стал одним из источников её фольклорной версии. Сюжет «еврейской свиноматки» сопоставляется с мотивом апокрифического Евангелия Детства, а именно его восточной версией. По сюжету дети, не желая играть с ребёнком Иисусом прячутся от него в доме. Женщины говорят ему, что в доме только барашки. В наказание Иисус призывает барашков выйти к своему пастырю — дети превращаются в барашков. В древнесербской версии этого апокрифа — Евангелия от Фомы (XIV—XVI века) дети прячутся в хлеву, на вопрос Иисуса «кто там?» отвечают: «свиньи», и Иисус превращает их в свиней.
Широко бытует сюжет, что Иисус превратил в свинью еврейку (варианты — беременную или с детьми), которую её соплеменники спрятали под корыто (под бочку, в печь) с целью испытать его всеведение. Они спросили Христа: что под корытом. Он ответил: свинья с поросятами. Иисус превратил эту женщину в свинью (с поросятами), с тех пор евреи и не едят свинину, ведь свинья — это «жидовская тётка». Русские же едят свинину, потому что свинью благословил сам Христос, поскольку она спрятала его от искавших его жидов.

## Современная дискуссия
Изображение евреев, сосущих вымя и совокупляющихся с животным является уничижением иудаизма и примером антисемитской пропаганды. В новейшее время ведётся дискуссия с властями о необходимости размещения пояснительных табличек о происхождении данного сюжета.
Уполномоченный правительства Баварии по вопросам еврейской жизни и борьбы с антисемитизмом, по мемориальной работе и историческому наследию доктор Шпенле инициировал круглый стол с участием представителей еврейских общин, двух христианских церквей, государственных учреждений и специализированных органов по вопросу о том, как бороться с антисемитскими клеветническими скульптурами. Все участники согласились не удалять антисемитские изображения, а описывать и давать им чёткую оценку на месте их размещения. В Регенсбургском соборе у соответствующей скульптуры установлена информационная доска, разработанная по предложению доктора Шпенле совместно с еврейской общиной, епархией Регенсбурга, Свободным государством Бавария, а также специалистами-историками. Скульптура была установлена в соборе в XIV веке напротив еврейского квартала. Она изображает еврейских мужчин, сосущих соски свиньи и говорящих ей на ухо. Евреев можно распознать по «еврейским шляпам».
Один из рельефов юдензау на городской церкви в Виттенберге, который упоминал Мартин Лютер, в новейшее время стал предметом судебного разбирательства. В 1980-х годах церковная община этого восточногерманского города установила на земле рядом со стеной церкви мемориал в память о Холокосте. Также недавно был установлен информационный щит, призванный поместить антисемитский рельеф в его исторический контекст. Еврейский активист Михаэль Дюльманн пытался добиться удаления скульптуры. В 2020 году региональный апелляционный суд Саксонии-Анхальт в Наумбурге постановил, что, хотя скульптура оскорбительна, если её рассматривать саму по себе, но «в контексте, в который её поместила церковь, она утратила свой оскорбительный характер».

## Галерея

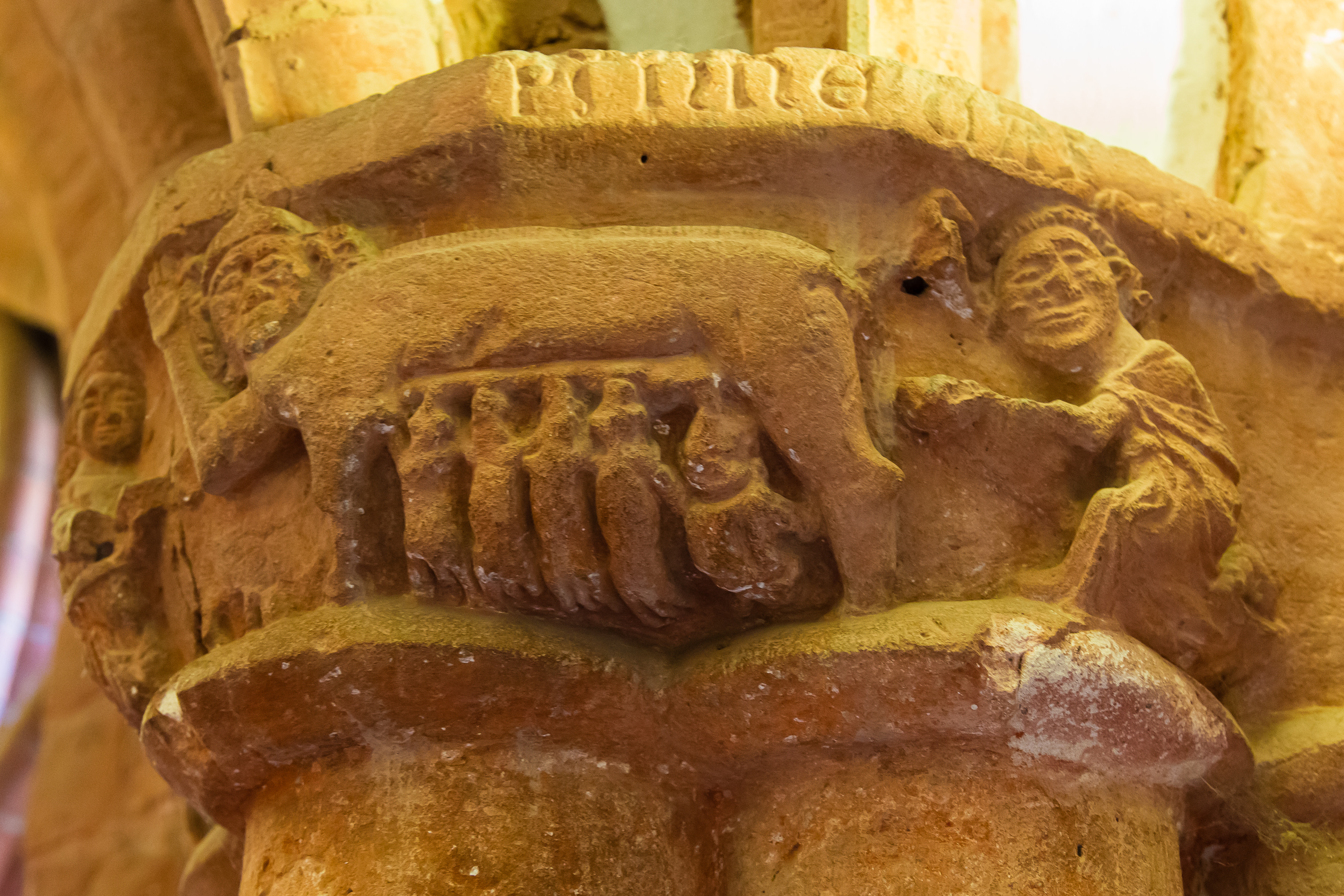
Юдензау на соборе Бранденбурга
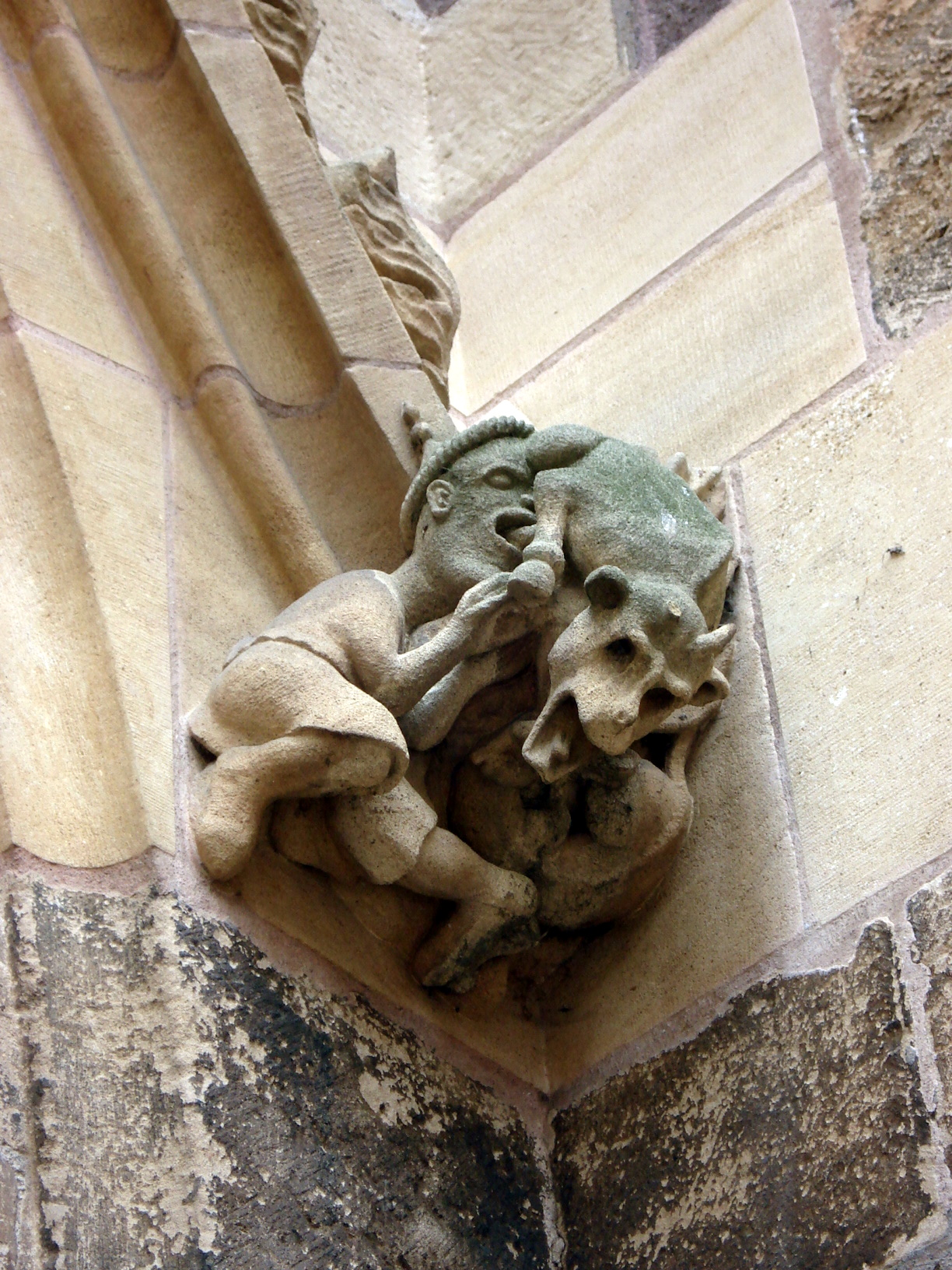
Юдензау на соборе св. Мартина в Кольмаре
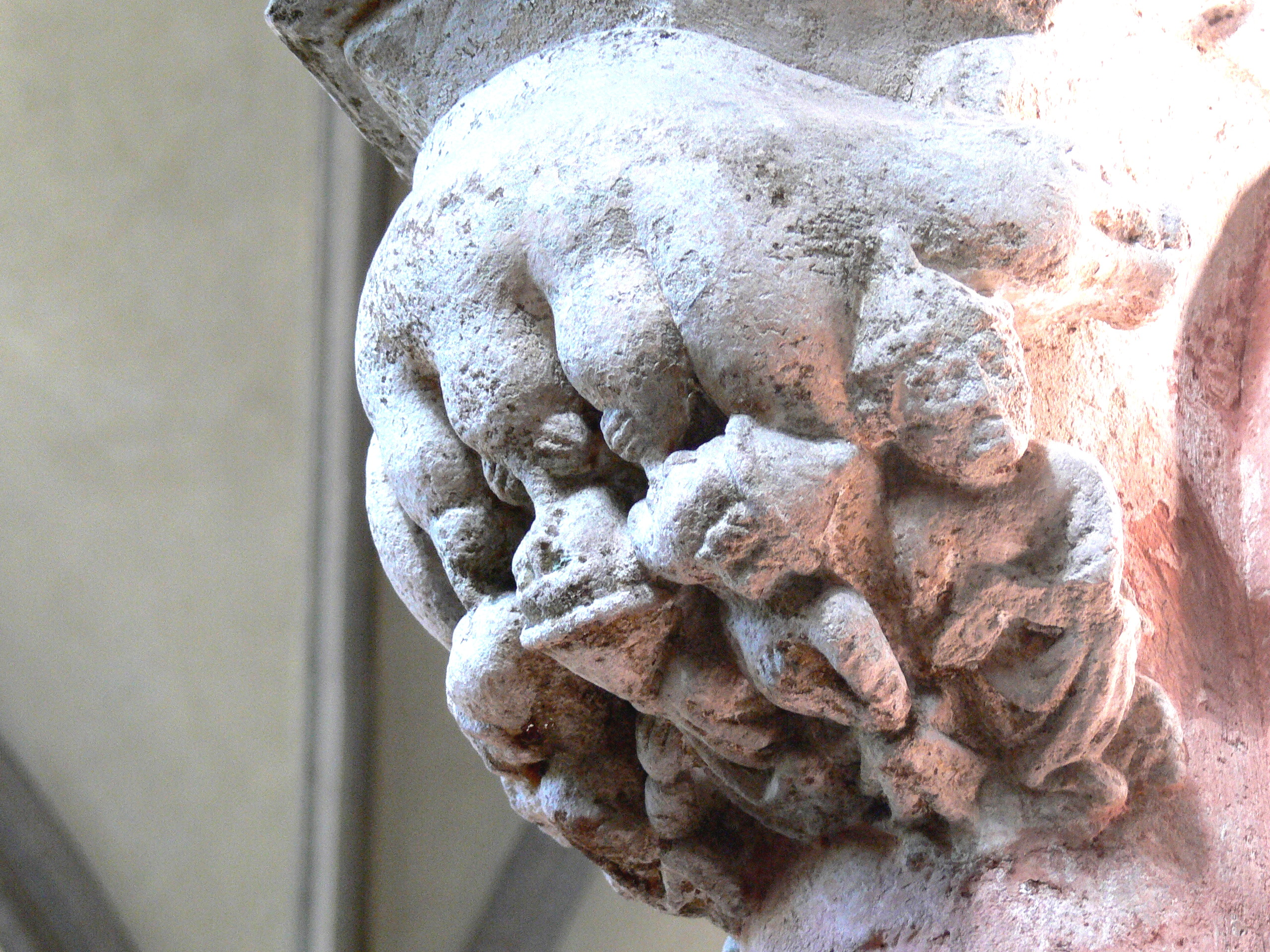
Юдензау на соборе Хайльсбронна
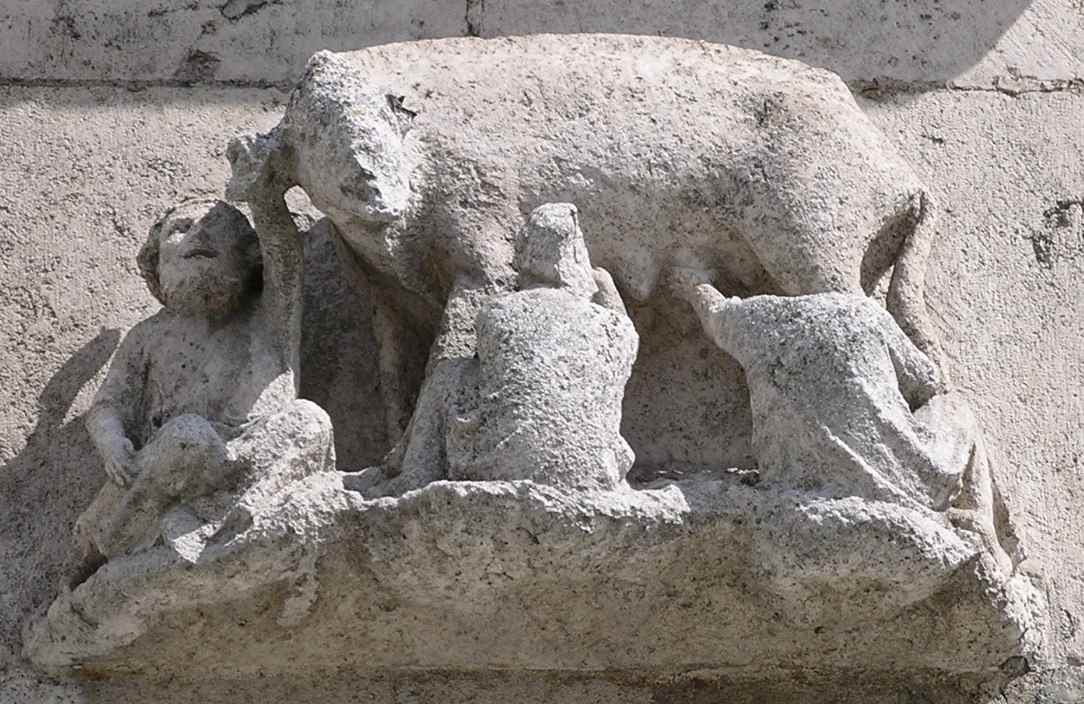
Рельеф на южном фасаде Регенсбургского собора, ок. 1330 г.
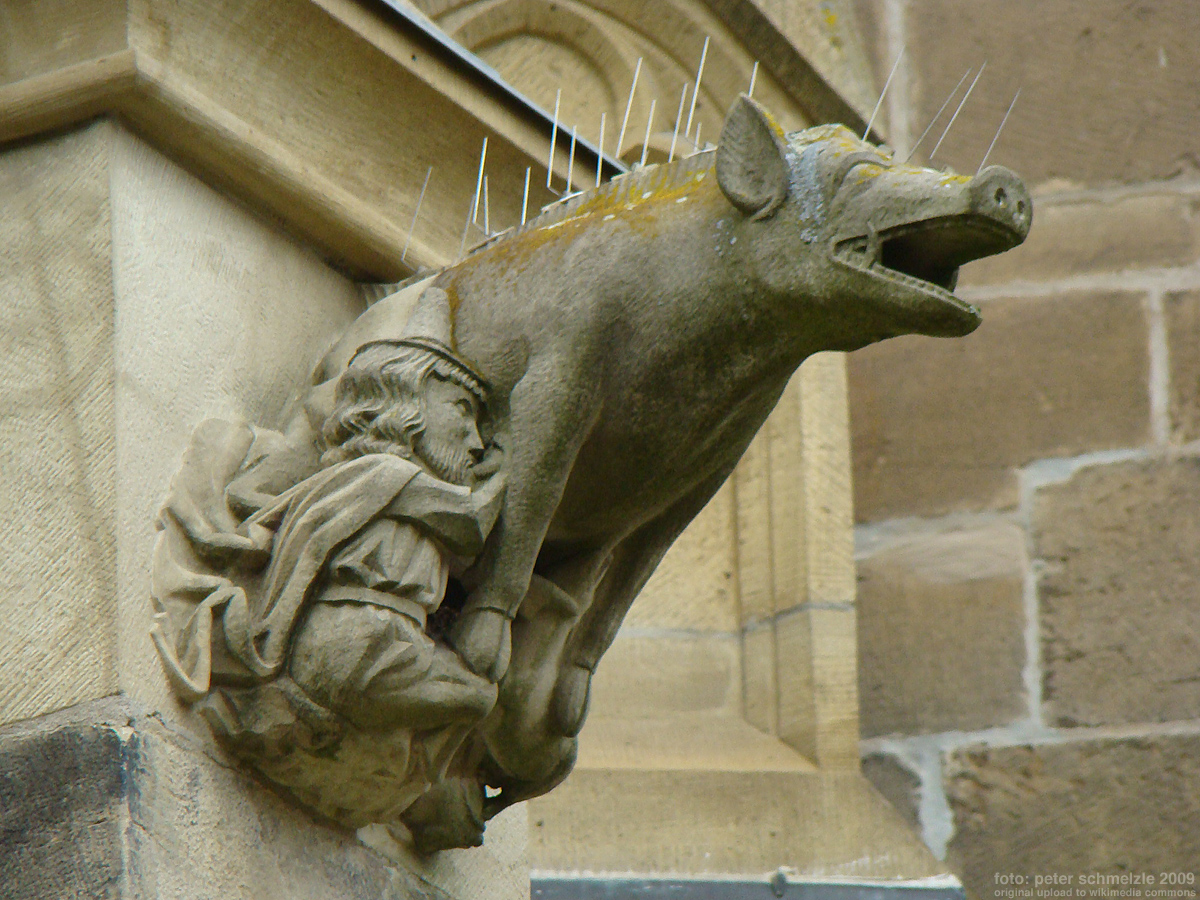
Юдензау на соборе Вимпфена
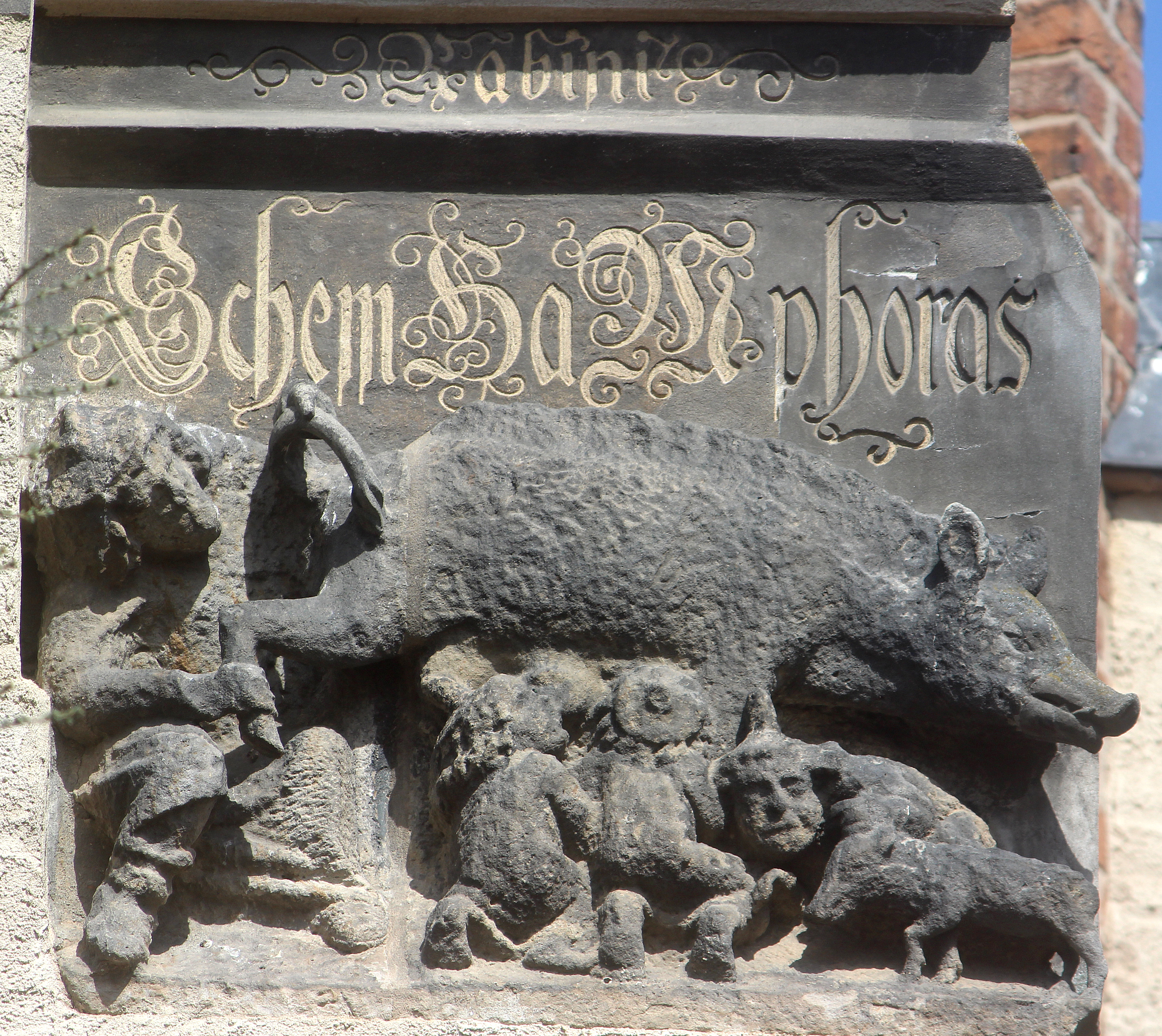
Юдензау на церкви Виттенберга, которую упоминал Мартин Лютер
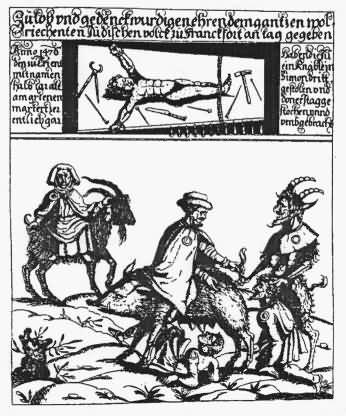
Гравюра, изображающая мостовую башню во Франкфурте и мученическую смерть Симона Трентского над юдензау
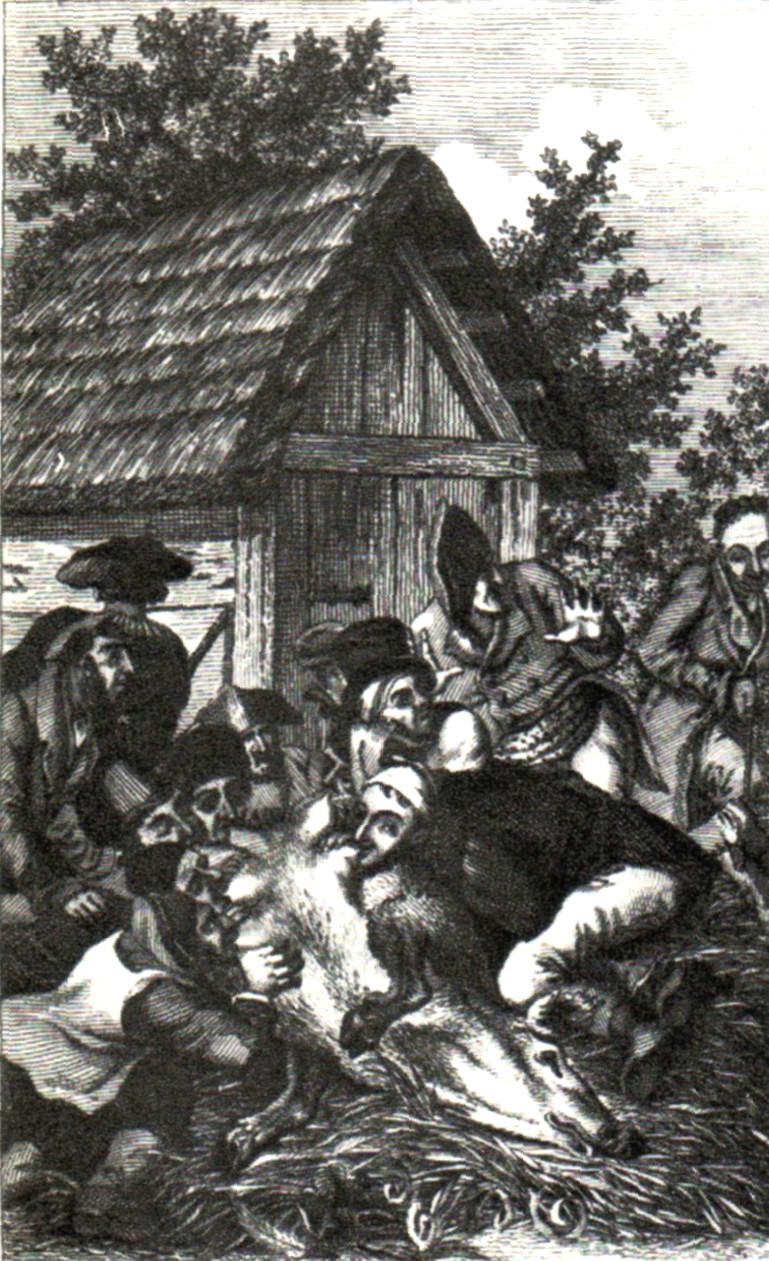
Иллюстрация из антисемитской книги (Арау, 1822 год)